# Rock Is Dead Tour
Rock Is Dead Tour — світовий аренний концертний тур американського рок-гурту Marilyn Manson. Він стартував на підтримку третього студійного альбому Mechanical Animals, який було видано 14 вересня 1998 р. У 1999 вийшов відеоальбом God Is in the T.V., до якого увійшов матеріал відзнятий протягом гастролів.

## Передісторія
Після виходу гурту Hole із спільного туру Beautiful Monsters Tour Менсон вирушив у власне турне Rock Is Dead Tour. Monster Magnet, котрі виступали на розігріві під час Beautiful Monsters Tour, поїхали з колективом на гастролі.

## Виступи
Фронтмен з'являвся під час інтро «Inauguration of the Mechanical Christ», закріпленим до розп'яття зробленого з телевізорів, яке піднімалося вгору на сцену.
На «Irresponsible Hate Anthem» Менсон одягнений як полісмен. Наприкінці пісні приходить бек-вокалістка з дробовиком у такому ж образі. Рушниця стріляє в спину Менсона, розбризкуючи кров у натовп. Тіло «вбитого» тягнуть зі сцени.
Для виконання «Antichrist Superstar» встановлювали подіум з логотипом ери Antichrist Superstar. Під час шоу у Сідар-Рапідс, штат Айова, лідер групи із превеликим здивуванням помітив, що оригінальний логотип подіуму замінили смайлом. Менсон покинув сцену й не повернувся.
Серед реквізитів протягом шоу також можна було помітити великі світлові літери «D-R-U-G-S» та золоте конфеті, яким часто стріляли з гармат.

## Інциденти
Rock Is Dead Tour спричинив незначний конфлікт з Korn та Робом Зомбі, які саме відіграли половину спільного туру з такою ж назвою. Під час концерту в Лос-Анджелесі у рамках Beautiful Monsters Tour фронтмен гурту зламав щиколотку, через це перші два виступи скасували.
Після бійні у школі Колумбайн гурт відмінив решту концертів у знак поваги до жертв, пояснивши: «Наразі не та атмосфера, щоб грати рок-н-ролл концерти для нас чи фанів». Попри це Менсон заявив, що не слід звинувачувати музику, кіно чи відеоігри:
| Ліві лапки | [Новинні] медіа несправедливо зробили цапами відбувайлами музичну індустрію й т.зв. дітей-ґотів, спекулювали, без жодних на те підстав, що певною мірою в цьому слід звинувачувати таких виконавців як я. Ця трагедія стала результатом необізнаності, ненависті й доступу до зброї. Сподіваюся, що безвідповідальні дії [новинних] медіа більше не дискримінуватимуть дітей, котрі виглядають по-іншому. | Праві лапки |

### Наслідки трагедії у школі Колумбайн
Наступного дня після стрілянини, сенатор від штату Мічиган Дейл Шуґарс разом з політичними радниками, місцевим офіцером поліції та приставом сенату відвідав концерт гурту в місті Ґренд-Репідс, штат Мічиган, для проведення дослідження для пропонованого законопроєкту власного авторства, за яким квитки на концерти та рекламні матеріали будь-якого виконавця, котрий випустив реліз з логотипом «Parental Advisory» за останні 5 років, повинні обов'язково мати це попередження. За словами Шуґарса, на початку шоу вокаліст із «сатанинськими крилам» зістрибнув з хреста, який урешті-решт підпалили. Він охарактеризував прихильників як «нормальних дітей, котрі знаходились під контролем [Менсона]». Він повідомив, що фронтмен зробив відступ, в якому розповів як копи займаються з ним сексом після того, як Ісус Христос зійшов з неба зробленого з ЛСД і сказав йому, що справжнє ім'я Бога — «Наркотики». Після цього гурт почав грати «I Don't Like the Drugs (But the Drugs Like Me)».
25 квітня 1999 експерт Вільям Беннетт і давній критик Менсона, сенатор від штату Коннектикут Джо Ліберман під час своєї появи на Meet the Press назвали гурт чинником, що посприяв бійні. Три дні потому в місті Фресно, штат Каліфорнія, одностайно прийняли резолюцію, у якій засуджувався «Мерілін Менсон чи будь-який інший негативний виконавець, що заохочує гнів і ненависть, як агресивна загроза для дітей цього населеного пункту». Член муніципальної ради Генрі Переа, автор резолюції, сказав: «Якби люди були на вулиці й поводилися так, як це робить на сцені Менсон, їх, швидш за все, заарештували б». Наступного дня 10 сенаторів за ініціативи Сема Браунбека (від штату Канзас), підписали та відправили листа Едґару Бронфмену-молодшому, президенту Seagrams, що є власником Interscope Records, з проханням добровільно припинити поширювати музику, яка прославляє насильство. Підписантами стали 8 республіканців і 2 демократи: Вейн Аллард, Бен Найтгорс Кемпбелл (обоє від Колорадо), Сьюзен Коллінз (від Мену), Тім Гатчінсон (від Арканзасу), Рік Санторум (від Пенсильванії), Кент Конрад, Байрон Дорган (обоє від Північної Дакоти), Джон Ешкрофт (від Міссурі) та Джефф Сешнс (від Алабами). У листі згадувався гурт, зокрема, їхні пісні, котрі «прославляють смерть і руйнування людини», «є похмурим відображенням» дій Гарріса й Клеболда.
Через 11 днів після трагедії у «Rolling Stone» вийшла публіцистична стаття Менсона «Columbine: Whose Fault Is It?» (укр. «Колумбайн: чия це вина?»), де він засудив політичне й медійне «полювання на відьом» та зазначив: «Сумно, але факт, Америка поміщає вбивць на обкладинку журналу Time, даючи їм таку ж популярність, що й у наших улюблених кінозірок […] Не дивуйтеся, якщо у кожної дитини, яку поштуркують, є два нових кумири».

## Учасники
- Мерілін Менсон — вокал
- Джон 5 — гітара
- Твіґґі Рамірез — бас-гітара
- Мадонна Вейн Ґейсі — клавішні
- Джинджер Фіш — барабани

## Північноамериканський сет-ліст
1. «Inauguration of the Mechanical Christ»
2. «The Reflecting God»
3. «Great Big White World»
4. «Get Your Gunn»
5. «Mechanical Animals»
6. «Sweet Dreams (Are Made of This)/Hell Outro»
7. «The Speed of Pain»
8. «Rock Is Dead»
9. «The Dope Show»
10. «Lunchbox»
11. «I Don't Like the Drugs (But the Drugs Like Me)»
12. «Irresponsible Hate Anthem»
13. «Antichrist Superstar»
14. «The Beautiful People»

## Європейський/Азійський сет-ліст
1. «Inauguration of the Mechanical Christ»
2. «Astonishing Panorama of the Endtimes»
3. «The Reflecting God»
4. «Great Big White World»
5. «Cake and Sodomy»
6. «Sweet Dreams (Are Made of This)»
7. «I Want to Disappear»
8. «Rock Is Dead»
9. «The Dope Show»
10. «Lunchbox/My Monkey Outro»
11. «I Don't Like the Drugs (But the Drugs Like Me)»
12. «Rock 'n' Roll Nigger»
13. «Antichrist Superstar»
14. «The Beautiful People»
15. «1996»

## Дати концертів
| №                | Дата             | Місто                                  | Країна           | Місце проведення                                           |
| Північна Америка | Північна Америка | Північна Америка                       | Північна Америка | Північна Америка                                           |
| ---------------- | ---------------- | -------------------------------------- | ---------------- | ---------------------------------------------------------- |
| 1                | 17 березня 1999  | Парадайз, штат Невада                  | США              | Thomas & Mack Center (Перенесено на 5 травня 1999)         |
| 2                | 18 березня 1999  | Фінікс, штат Аризона                   | США              | Veteran's Coliseum (Перенесено на 7 травня 1999)           |
| 3                | 21 березня 1999  | Х'юстон, штат Техас                    | США              | Compaq Center                                              |
| 4                | 22 березня 1999  | Сан-Антоніо, штат Техас                | США              | Alamodome                                                  |
| 5                | 23 березня 1999  | Даллас, штат Техас                     | США              | Reunion Arena                                              |
| 6                | 25 березня 1999  | Новий Орлеан, штат Луїзіана            | США              | Uno Arena                                                  |
| 7                | 27 березня 1999  | Тампа, штат Флорида                    | США              | Ice Palace                                                 |
| 8                | 29 березня 1999  | Орландо, штат Флорида                  | США              | Amway Arena                                                |
| 9                | 30 березня 1999  | Форт-Лодердейл, штат Флорида           | США              | National Car Center Arena                                  |
| 10               | 2 квітня 1999    | Винстон-Сейлем, штат Північна Кароліна | США              | Memorial Coliseum                                          |
| 11               | 3 квітня 1999    | Ферфакс, штат Вірджинія                | США              | Patriot Center                                             |
| 12               | 4 квітня 1999    | Філадельфія, штат Пенсильванія         | США              | First Union Spectrum                                       |
| 13               | 6 квітня 1999    | Іст-Резерфорд, штат Нью-Джерсі         | США              | Continental Airlines Arena                                 |
| 14               | 7 квітня 1999    | Юніондейл, штат Нью-Йорк               | США              | Nassau Veterans Memorial Coliseum                          |
| 15               | 9 квітня 1999    | Вустер, штат Массачусетс               | США              | Centrum                                                    |
| 16               | 10 квітня 1999   | Нью-Гейвен, штат Коннектикут           | США              | Coliseum                                                   |
| 17               | 11 квітня 1999   | Баффало, штат Нью-Йорк                 | США              | Marine Midland Arena                                       |
| 18               | 13 квітня 1999   | Клівленд, штат Огайо                   | США              | CSU Arena                                                  |
| 19               | 15 квітня 1999   | Детройт, штат Мічиган                  | США              | Palace of Auburn Hills                                     |
| 20               | 16 квітня 1999   | Піттсбург, штат Пенсильванія           | США              | Mellon Arena                                               |
| 21               | 17 квітня 1999   | Форт-Вейн, штат Індіана                | США              | Coliseum                                                   |
| 22               | 20 квітня 1999   | Роусмонт, штат Іллінойс                | США              | Rosemont Horizon                                           |
| 23               | 21 квітня 1999   | Ґренд-Репідс, штат Мічиган             | США              | Van Andel Center                                           |
| 24               | 22 квітня 1999   | Індіанаполіс, штат Індіана             | США              | Market Square Arena                                        |
| 25               | 24 квітня 1999   | Медісон, штат Вісконсин                | США              | Dane County Coliseum                                       |
| 26               | 25 квітня 1999   | Мілвокі, штат Вісконсин                | США              | Bradley Center                                             |
| 27               | 27 квітня 1999   | Міннеаполіс, штат Міннесота            | США              | Target Center                                              |
| 28               | 28 квітня 1999   | Сідар-Рапідс, штат Айова               | США              | Five Seasons Center                                        |
| 29               | 3 травня 1999    | Рино, штат Невада                      | США              | Lawlor Events Center (Скасовано після бійні в Колумбайн)   |
| 30               | 4 травня 1999    | Фресно, штат Каліфорнія                | США              | Selland Arena (Скасовано після бійні в Колумбайн)          |
| 31               | 5 травня 1999    | Парадайс, штат Невада                  | США              | Thomas & Mack Center (Перенесено з 17 березня 1999)        |
| 32               | 7 травня 1999    | Фінікс, штат Аризона                   | США              | Veteran's Coliseum (Перенесено з 18 березня 1999)          |
| 33               | 8 травня 1999    | Юніверсал-Сіті, штат Каліфорнія        | США              | Universal Amphitheater (Скасовано після бійні в Колумбайн) |
| Європа           |                  |                                        |                  |                                                            |
| 34               | 18 червня 1999   | Гултсфред                              | Швеція           | Hultsfred Festival                                         |
| 35               | 20 червня 1999   | Імола                                  | Італія           | Heineken Jammin' Festival                                  |
| 36               | 25 червня 1999   | Берлін                                 | Німеччина        | Wuhlheide                                                  |
| 37               | 26 червня 1999   | Шессель                                | Німеччина        | Hurricane Festival                                         |
| 38               | 27 червня 1999   | Мюнхен                                 | Німеччина        | Southside Festival                                         |
| 39               | 1 липня 1999     | Роскілле                               | Данія            | Roskilde Festival                                          |
| 40               | 3 липня 1999     | Верхтер                                | Бельгія          | Werchter Festival                                          |
| 41               | 4 липня 1999     | Візен                                  | Австрія          | Forestglades Festival                                      |
| 42               | 7 липня 1999     | Крістіансанн                           | Норвегія         | Quart Festival                                             |
| 43               | 9 липня 1999     | Бельфор                                | Франція          | Eurockeennes del Belfort                                   |
| 44               | 10 липня 1999    | Мілтон-Кінс                            | Велика Британія  | Milton Keynes Bowl                                         |
| Азія             |                  |                                        |                  |                                                            |
| 45               | 2 серпня 1999    | Фукуока                                | Японія           | Zepp Fukuoka                                               |
| 46               | 3 серпня 1999    | Фукуока                                | Японія           | Zepp Fukuoka                                               |
| 47               | 7 серпня 1999    | Фудзі-Йосіда                           | Японія           | Sound Conifer                                              |
| 48               | 8 серпня 1999    | Фудзі-Йосіда                           | Японія           | Sound Conifer                                              |